# National Football League 1954
La stagione NFL 1954 fu la 35ª stagione sportiva della National Football League, la massima lega professionistica statunitense di football americano. La finale del campionato si disputò il 26 dicembre 1954 al Stadium di Cleveland, in Ohio e vide la vittoria dei Cleveland Browns sui Detroit Lions per 56 a 10. La stagione iniziò il 26 settembre 1954 e si concluse con il Pro Bowl 1955 che si tenne il 16 gennaio al Los Angeles Memorial Coliseum.

## Modifiche alle regole
- Venne stabilito che, in caso di pioggia o di terreno viscido, la squadra in attacco potesse chiedere il cambio della palla in ogni momento.

## Stagione regolare
La stagione regolare si svolse in 12 giornate, iniziò il 26 settembre e terminò il 19 dicembre 1954.

### Risultati della stagione regolare
- V = Vittorie, S = Sconfitte, P = Pareggi, PCT = Percentuale di vittorie, PF = Punti Fatti, PS = Punti Subiti
- Nota: nelle stagioni precedenti al 1972 i pareggi non venivano conteggiati nel calcolo della percentuale di vittorie.

| Eastern Conference  |   |    |   |     |     |     |
| Squadra             | V | S  | P | PCT | PF  | PS  |
| Cleveland Browns    | 9 | 3  | 0 | 750 | 336 | 162 |
| Philadelphia Eagles | 7 | 4  | 1 | 636 | 284 | 230 |
| New York Giants     | 7 | 5  | 0 | 583 | 293 | 184 |
| Pittsburgh Steelers | 5 | 7  | 0 | 417 | 219 | 263 |
| Washington Redskins | 3 | 9  | 0 | 250 | 207 | 432 |
| Chicago Cardinals   | 2 | 10 | 0 | 167 | 183 | 347 |

| Western Conference  |   |   |   |     |     |     |
| Squadra             | V | S | P | PCT | PF  | PS  |
| Detroit Lions       | 9 | 2 | 1 | 818 | 337 | 189 |
| Chicago Bears       | 8 | 4 | 0 | 667 | 301 | 279 |
| San Francisco 49ers | 7 | 4 | 1 | 636 | 313 | 251 |
| Los Angeles Rams    | 6 | 5 | 1 | 545 | 314 | 285 |
| Green Bay Packers   | 4 | 8 | 0 | 333 | 234 | 251 |
| Baltimore Colts     | 3 | 9 | 0 | 250 | 131 | 279 |

## La finale
La finale del campionato si disputò il 26 dicembre 1954 al Cleveland Stadium e vide la vittoria dei Cleveland Browns sui Detroit Lions per 56 a 10.

## Vincitore
| Vincitori del campionato NFL 1954 Cleveland Browns 2º titolo |